# Alexandru Chirnițchi
Alexandru Chirnițchi a fost un muzician rock sovieto-moldovean (n. 8 noiembrie 1956, Tiraspol, R.S.S.M. – d. 8 noiembrie 2008, Tiraspol, R. Moldova).

#### Biografie
Originar din Tiraspol și de etnie română, a fost, de formație, basist, vocalist și compozitor. A absolvit școala de muzică la Tiraspol, în clasa profesorului Victor Zelinskii. Membru al formațiilor "Cordial" din Tiraspol, "Maghhistrali" din Blagoveșcensk (Rusia), "Molodîe golosa" și "Cruiz" din Tambov (Rusia), unde a colaborat cu Valeriu Găină și Vsevolod Coroliuc, de asemena din Republica Moldova. A cântat la chitară-bas, în stil hard rock. A fost, de asemenea, compozitor și vocalist. Este autor de șlagăre rock, printre care "Frumusețe", în interpretarea formației Cruiz, care erau foarte populare în prima jumătate a anilor '80. În anii '90, a fost conducător muzical la formații rock din Tiraspol, care s-au produs în cadrul unor festivaluri rock și la Chișinău. A fost căsătorit cu Maia Chirnițchi (1956-2007), colegă de clasă, cu care a avut două fete: Olga (locuiește în Israel) și Alisa (locuiește la Moscova).

## Discografie
- 1981 — Крутится волчок ("Vârf rotitor")
- 1982 — Послушай, человек ("Ascultă aici, omule")
- 1983 — Путешествие на воздушном шаре ("Călătorie cu balonul cu aer cald")
- 1984 — P.S.: Продолжение следует ("P.S.: Va urma")
- 1985 — КиКоГаВВА ("KikoGaVVA")
- La un album retrospectiv al formației «Cruiz» a apărut «Legendele rock-ului rusesc».

## Biblioteci și baze de date
- Biblioteca Natională a Moldovei Arhivat în 3 august 2009, la Wayback Machine.(Nume propriu: krutica volčok; poslušai, čelovek; Putešestvie na vozdušnom šare; kikogavva;)
- Biblus Arhivat în 13 aprilie 2016, la Wayback Machine.
- Biblus Arhivat în 12 aprilie 2016, la Wayback Machine.
- Biblus Arhivat în 5 martie 2016, la Wayback Machine.
- Biblus Arhivat în 21 octombrie 2013, la Wayback Machine.

## Baze de date
- Catalogul Bibliotecii Naționale a R.M. Arhivat în 3 august 2009, la Wayback Machine. (nume propriu: denumirea albumului]